# Station Buczek
Station Buczek is een spoorwegstation in de Poolse plaats Wielki Buczek.